# Aphthona crassipes
Aphthona crassipes là một loài bọ cánh cứng trong họ Chrysomelidae. Loài này được Wollaston miêu tả khoa học năm 1860.